# Nighthawks at the Diner
《Nighthawks at the Diner》는 1975년 10월 21일, 어사일럼 레코드에서 발매된 미국의 싱어송라이터 톰 웨이츠의 세 번째 스튜디오 음반이다. 이 음반은 7월에 로스앤젤레스 레코드 플랜트 스튜디오에서 재즈 클럽의 분위기를 재현하기 위해 마련된 소규모 초청 관객들 앞에서 네 번의 세션에 걸쳐 녹음되었다. 이 음반은 빌보드 200에서 164위로 정점을 찍었는데, 이는 당시 웨이츠가 보유하고 있던 가장 높은 순위였으며, 현재 영국 축음기 협회에서 실버 인증을 받았다. 그것은 성공적인 분위기 설정, 재즈 클럽 분위기의 포착, 그리고 특징화로 비평가들의 호평을 받았다.

## 배경
이 제목은 에드워드 호퍼의 1942년 그림 《밤을 지새우는 사람들》에서 영감을 받았다. 이 음반의 작업 제목은 《Nighthawk Postcards from Easy Street》였으나, 《Nighthawks at the Diner》로 줄였다. 칼 첸켈이 디자인한 이 커버도 이 그림에서 영감을 얻었다.

## 반응
| 전문가 평가                   | 전문가 평가 |
| 평가 점수                     | 평가 점수   |
| 출처                          | 점수        |
| ----------------------------- | ----------- |
| AllMusic                      | [ 4 ]       |
| Christgau's Record Guide      | B           |
| Classic Rock                  | 8/10        |
| Mojo                          | [ 8 ]       |
| Pitchfork                     | 8.5/10      |
| The Rolling Stone Album Guide | [ 10 ]      |
| Uncut                         | [ 11 ]      |

《Nighthawks at the Diner》는 빌보드 200 차트에서 164위로 정점을 찍었다. 이것은 그가 그 당시에 가지고 있던 것 중 가장 높은 지위였다. 그의 다음 음반인 《Small Change》는 그가 1981년에 마침내 회사를 떠나게 된 어사일럼 레코드와 함께 그의 가장 높은 차트 작성자가 될 것이다. 《Nighthawks at the Diner》는 현재 영국 축음기 협회에서 실버 인증을 받았다.
이 음반은 일반적으로 비평가들로부터 호평을 받아왔고, 몇몇 사람들에 의해 그의 초기 경력 중 최고의 음반으로 여겨지고 있다. 이 책은 《죽기 전에 꼭 들어야 할 앨범 1001》에 수록되어 있다.

## 곡 목록
모든 곡들은 특별한 언급이 없는 한 톰 웨이츠에 의해 작사/작곡하였다.
| #  | 제목                                                      | 재생 시간 |
| -- | --------------------------------------------------------- | --------- |
| 1. | 〈(Opening Intro)〉                                       | 2:58      |
| 2. | 〈Emotional Weather Report〉                              | 3:47      |
| 3. | 〈(Intro)〉                                               | 2:16      |
| 4. | 〈On a Foggy Night〉                                      | 3:48      |
| 5. | 〈(Intro)〉                                               | 1:53      |
| 6. | 〈Eggs and Sausage (In a Cadillac with Susan Michelson)〉 | 4:19      |

| #  | 제목                                       | 재생 시간 |
| -- | ------------------------------------------ | --------- |
| 1. | 〈(Intro)〉                                | 3:02      |
| 2. | 〈Better Off Without a Wife〉              | 3:59      |
| 3. | 〈Nighthawk Postcards (From Easy Street)〉 | 11:30     |

| #  | 제목                                     | 작사·작곡            | 재생 시간 |
| -- | ---------------------------------------- | -------------------- | --------- |
| 1. | 〈(Intro)〉                              |                      | 0:55      |
| 2. | 〈Warm Beer and Cold Women〉             |                      | 5:21      |
| 3. | 〈(Intro)〉                              |                      | 0:47      |
| 4. | 〈Putnam County〉                        |                      | 7:35      |
| 5. | 〈Spare Parts I (A Nocturnal Emission)〉 | 웨이츠, 척 E. 웨이스 | 6:25      |

| #  | 제목                           | 작사·작곡 | 재생 시간 |
| -- | ------------------------------ | --------- | --------- |
| 1. | 〈Nobody〉                     |           | 2:51      |
| 2. | 〈(Intro)〉                    |           | 0:40      |
| 3. | 〈Big Joe and Phantom 309〉    | 토미 페일 | 6:29      |
| 4. | 〈Spare Parts II and Closing〉 |           | 5:13      |

## 인증
| 국가                       | 인증 | 판매량/출하량 |
| -------------------------- | ---- | ------------- |
| 영국 (BPI)                 | 실버 | 60,000^       |
| ^출하량을 기반으로 한 인증 |      |               |